# 正月廿六
正月廿六，农历正月第二十六天。

## 出生
战国 屈原
《离骚》中第二句，"摄提贞于孟陬兮，惟庚寅吾以降"，作者屈原介绍了自己的出生年月。这句话意思是，当摄提(岁星名称之一，今称木星，古人以岁星运行为主要依据纪年)正当于孟陬(孟春正月)晨出东方，又恰恰是庚寅这一天，我降生了。
```
 根据出土文物，经天文学家研究确认，周显王三年(公元前366年)正月，木星晨出东方。由此下推二十四年(两个恒星周期)，即楚宣王二十八年(公元前342年)正月，木星又晨出东方，这就是屈原说的“摄提贞于孟陬兮”那一年。这一年的正月二十六日是庚寅日，也就是“惟庚寅吾以降”的日子。据汤炳正先生考，屈原应当出生于公元前342年夏历正月二十六日。(详参《屈赋新探·历史文物的新出土与屈原生年月日的再探讨》齐鲁书社1984年版)
```

## 节假日和习俗
相傳，這天是觀世音菩薩大開寶庫之日，有求必應。这一天也是我们韶关市翁源县江尾镇仙南村付星组村民一年一度祀祖扫墓的日子。

## 参看
- 日历
- 正月廿四 - 正月廿五 - 正月廿六 - 正月廿七 - 正月廿八
- 腊月廿六 - 正月廿六 - 二月廿六
- 正月 - 二月 - 三月 - 四月 - 五月 - 六月 - 七月 - 八月 - 九月 - 十月 - 十一月 - 腊月
- 公历1月26日